# Masopust
Masopust (lidově ostatky, fašank, morav. voračky, voráčí, končiny či obecně karneval) je slavnostní období mezi Vánocemi a postní dobou. Zatímco jeho počátek, který nastává po svátku Tří králů (6. ledna), má pevné datum, tak jeho konec na Popeleční středu je závislý na datu Velikonoc a končí tak v rozmezí od poloviny února do počátku března. Masopustní zvyky mají zřejmě původ v předkřesťanských slovanských oslavách konce zimy. Podobně se slaví i v jiných slovanských zemích, třeba v Rusku se tento svátek nazývá maslenica a figurují v něm i některé podobné postavy jako v českém masopustu, například kobyla nebo medvěd. Jiný výklad původu masopustu vychází z římského náboženství, které s předjařím spojovalo vegetační a plodnostní božstva, jako je Bakchus.
V původním smyslu jde o „opuštění masa“ (slovo karneval pochází nejspíš z italského carne levare, „dát pryč maso“). Masopust pak představoval období hodování a veselí mezi dvěma postními dobami. Během něj probíhaly taneční zábavy, zabijačky a také svatby. Vrcholí posledním čtvrtkem tohoto období, zvaným Tučný čtvrtek, spojeným se zabijačkou a hostinou. Označení dne souviselo s pověrou, že lidé by v tento den měli hodně jíst a pít, aby měli sílu na následující rok.
Masopustní neděle se obvykle nesla ve znamení tance a hudby, v některých oblastech si ženy pořádaly své vlastní slavnosti označované jako jalové hody. Masopustní pondělí bylo ve znamení tzv. mužovských bálů (nesměli na ně svobodní mládenci ani děvčata, pouze ženatí a vdané). Jedním ze zvyků, které se na nich dodržovaly, bylo skákání do výšky. Čím výše selka vyskočila do výšky, tím vyšší mělo být obilí na poli.
Poslední tři dny, tedy o masopustní neděli, v pondělí a úterý, které jsou zvány ostatky, končiny, fašank či přímo masopust, se konají různé rituální úkony, průvod masek, scénické výstupy a končí taneční zábavou.
V současném slova smyslu je však význam karnevalu obecný a nevázaný na určité období. Jde o taneční zábavy, hýření, lidové zábavy v maskách, maškarní bály. Nejznámějším tanečním karnevalem ve světě je karneval v Rio de Janeiru, dalším známým je v Santa Cruz de Tenerife.

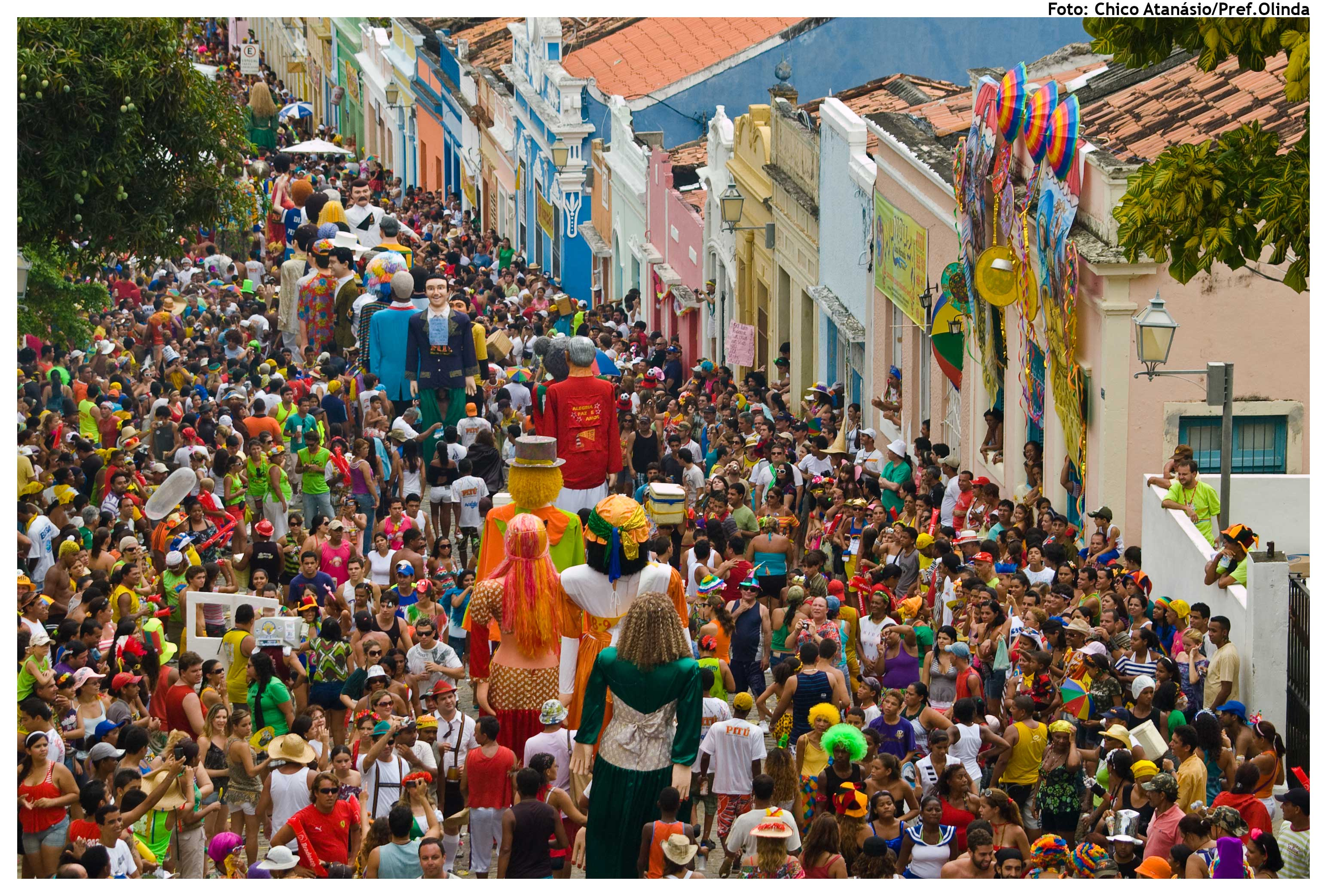
Brazilský karneval ve městě Olinda

## Etymologie
Slovo masopust je doloženo již z doby cyrilometodějské misie v druhé polovině 9. století. Původně označovalo jen poslední dny před započetím postní doby, později se tak začal nazývat období začínají již třemi králi. Sestává ze slova maso a jeho druhá část -pust je odvozena od slovesa pustit, znamená tedy „opustit maso“ nebo „odložit maso“. Je tak doslovným překladem italského carneleva „zanechat maso“, případně carnem levare („maso pryč“). Slovo masopust tak nijak nesouvisí se slovem půst a je z něj odvozováno jen skrze lidovou etymologii.
Slova fašank, fašang a obdobná jsou původem německá a sestává ze slov pro půst a výčep, dalo by se tak přeložit jako „výčep nápojů před započetím půstu“.

## Charakteristika

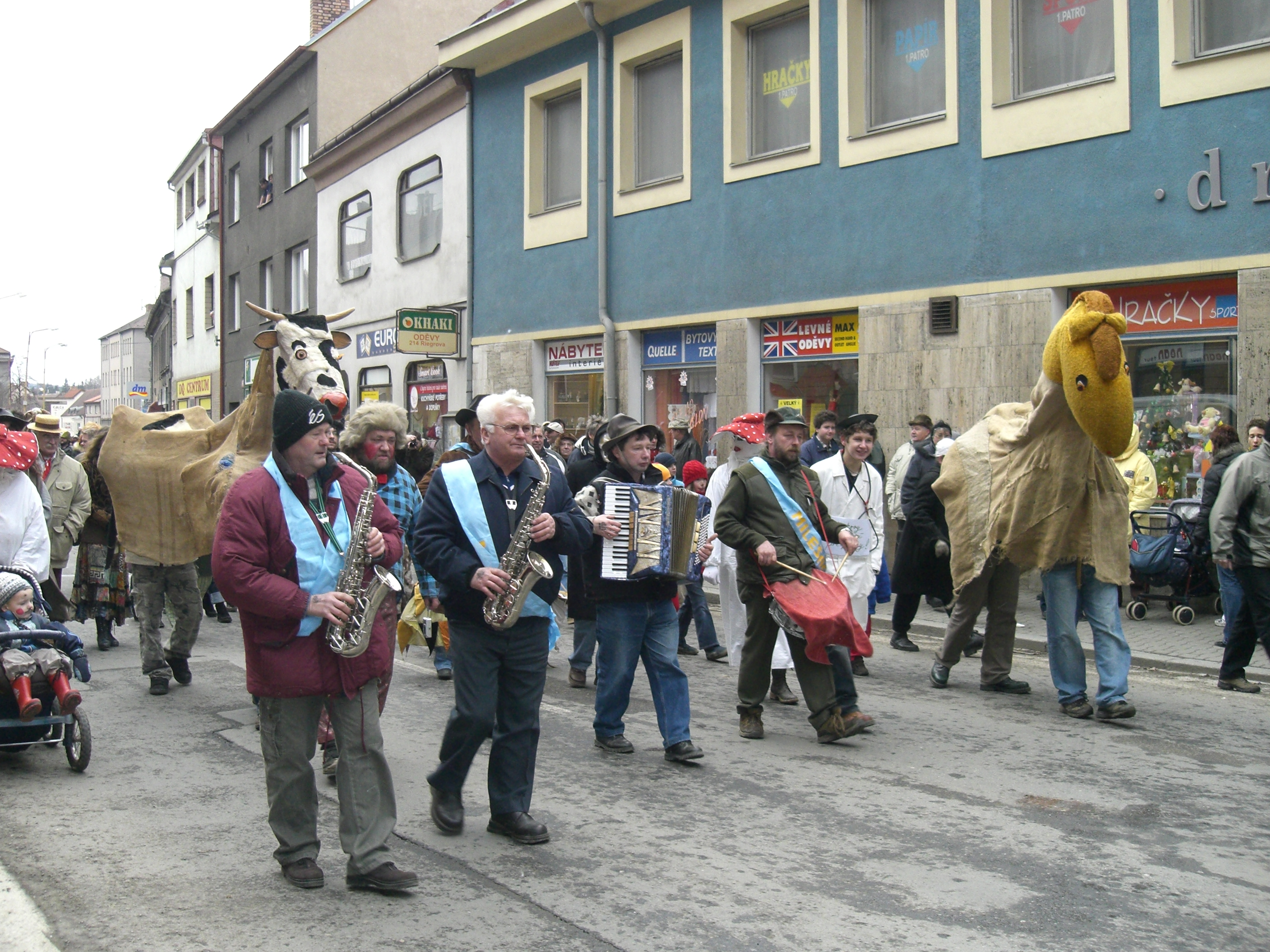
Průvod je doprovázen hudebníky a maskami (Milevsko)

Masopust, a zvláště několik posledních dní tohoto období (fašank, fašanky, končiny, bláznivé dny, konec masopustu), byl pro lidi v minulosti oficiálním svátkem hodování, během kterého bylo třeba se dosyta najíst. Pak následoval dlouhý čtyřicetidenní půst. V době masopustu se na královském dvoře konaly hostiny, ve městech tancovačky, na vesnici vepřové hody. Těm, kdo se slávy nezúčastnil, se posílala bohatá výslužka, kdysi na Moravě zvaná „šperky“ a v Čechách „zabijačka“. Výslužka většinou obsahovala ostatky, huspeninu, klobásy, jelítka, jitrnice, ovar, škvarky.
Masopust končil v noci před Popeleční středou, kdy ponocný zatroubil na roh a rychtář všechny vyzval k rozchodu. Druhý den (na Popeleční středu) naposledy se konzumovaly mastné rohlíky s kávou nebo mlékem, dopoledne ještě byla povolena kořalka. Oběd však už byl přísně postní, což většinou bývala čočka s vajíčkem, sýr, chléb, vařená krupice, pečené brambory.

## Karneval a masopust v Římě
Karneval (u Římanů původně Carnival) nebyl ani tak maso-pust, neboť pro masopust měli Římané výraz carniprivium, ale spíš označení onoho konkrétního zahájení masopustních svátků. Tedy dne, kdy se všichni dosyta najedí, aby byli silní na následující postní období. Carni-val ve významu nabytí síly (valere) z masa (caro, genitiv carnis). Carnival tedy označoval spíše jeden konkrétní den spojený s hodováním a maškarami, než celý masopust.

## Masopust v Česku v jednotlivých regionech

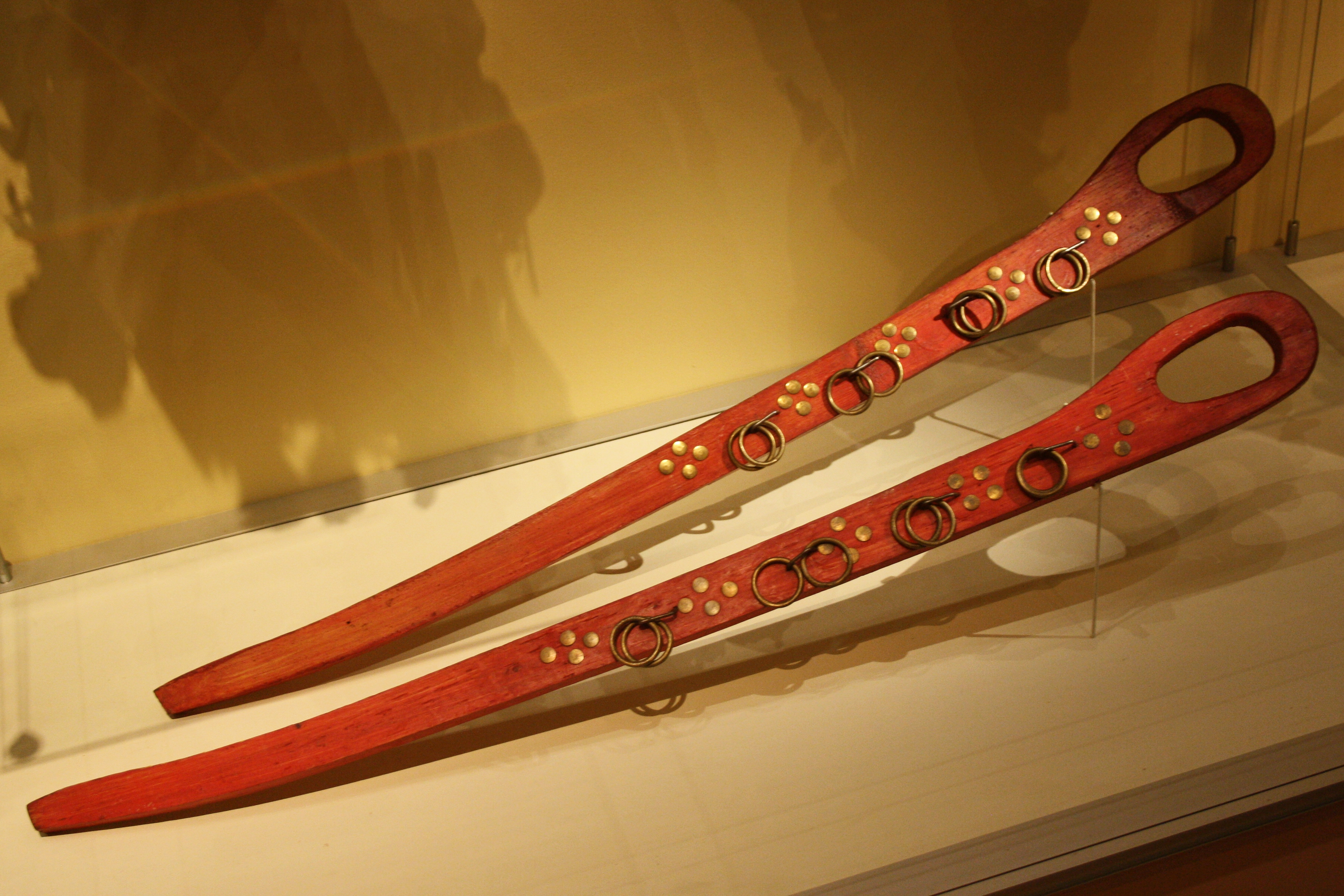
Dřevěné šavle k tanci

V některých regionech (Chodsko, Doudlebsko, Hlinecko, Strání aj.) je součástí oslav obřadní průvod masek, který obchází s muzikou vesnice. Tento akt konají zvlášť vypravené skupiny lidí ve specifickém ustrojení a se specifickým chováním, mající dlouhou tradici. Mnohde se vybírá do košíku kořalka, vejce, slanina, koblihy nebo Boží milosti. Ty jsou později společně konzumovány v hospodě během večerní zábavy.
V některých obchůzkách se dostává do ústřední role tanec, především obřadní tance mladíků, zvaných ve Strání „pod šable“. Podobně tančí u každého domu na Uherskobrodsku „bobkovníci“, na Hlinecku „Turci“. Při večerní zábavě se konají další obřadní tance, například „na len“, „na konopě“, „žabská“ apod. V mnoha dalších lokalitách se koná obchůzka bez těchto obřadních prvků, a je tak již jen prezentací masek a formou venkovské (eventuálně i městské) lidové zábavy, která se váže k určitému datu.
Mezi masky patří medvěd, kůň, bába s nůší, žid, turek či cikánka.
Masopustní průvod se začal stávat tradicí i v Praze, na Hradčanech.
Zachoval se kronikářský záznam, že český král Vladislav II. k sobě pozval měšťany a slavil s nimi po tři dny masopust. Součástí programu byl pochodňový zpěv. V roce 2010 byly Masopustní průvody s maskami na Hlinecku zapsány na Listinu světového přírodního a kulturního dědictví UNESCO.

## Pranostiky

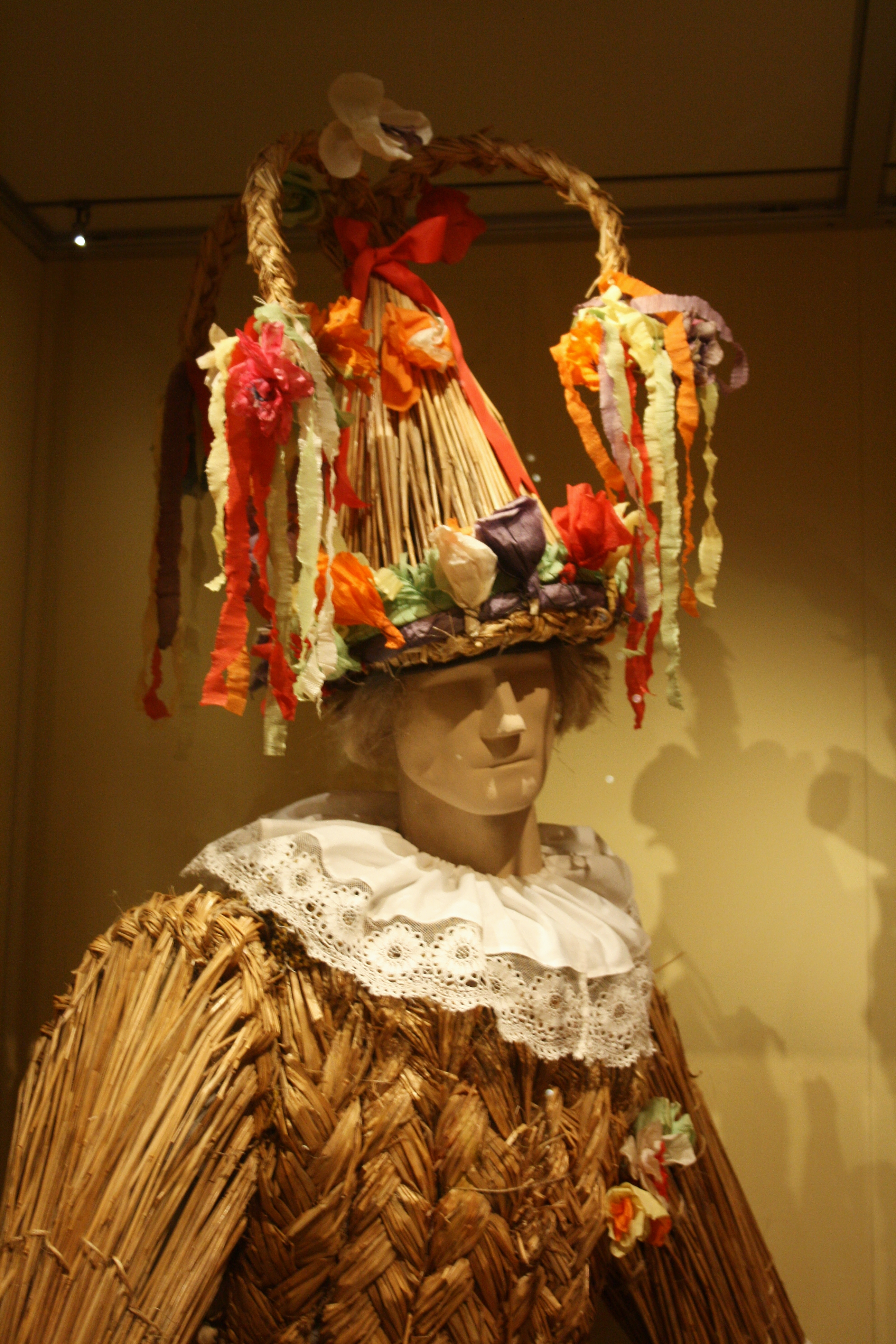
Slaměný – jedna z tradičních masopustních masek

### Masopustní úterý
- Masopust na slunci – pomlázka v Senci.
- Konec masopustu jasný – len krásný.
- Krátký masopust – dlouhá zima.
- Na ostatky lužky – budou jabka, hrušky.
- Jaké jest masopustní úterý, taková bude Veliká noc.
- Bude-li příjemné povětří (v masopustní úterý),
bude dosti hrachu.
- Teče-li v úterý masopustní voda kolejem,
bude úrodný rok na len.
- Bude-li v úterý masopustní neb v středu (Popeleční) vítr aneb vichr,
tehdy celý půst větrný bude.
- Masopust na mrazu – někdo přijde k úrazu.
- Je-li rybník na masopustní úterý zmrzlý – čeká nás neúroda po celý rok.

### Popeleční středa
- Jaké je počasí o Popeleční středě,
takové se drží celý rok.
- Suchý půst – úrodný rok.